# Ишоко
Ишоко (Ишойе) е един от главните персонажи в митологията на африканското племе хадзапи, обитаващо териториите около езерото Еяси в Северна Танзания. В митологията на хадзапите Ишоко се изявява като демиург и културен герой, персонификация на Слънцето (Ишо на езика на хадзапите означава Слънце). Като демиург създава целия свят съвместно с Хайне, който е персонификация на Луната. В някои митове е представен като мъж, в други – като жена. Хайне и Ишоко образуват двойка свързани помежду си културни герои и в същото време противостоящи един на друг. И двамата са с неуточнен пол. В някои митове са братя, а в други – съпрузи, като в образа на съпругата се явява ту Хайне, ту Ишоко. Звездите са техни деца.
Ишоко и Хайне заедно създават света, хората и животните. В началото земята се намирала над небето. Ишоко навил земята на руло, а Хайне направил същото с небето. След това разменили местата им и ги разпънали отново. Така се появил светът такъв, какъвто го познават хадзапите. После създали хората и дивите животни, като и за двата вида отредили саваните за местообитаване. Създали различни народи, а част от павианите превърнали в племето хадзапи. Между създадените от Ишоко същества има и някои, които започват действия против хората. Такива са великаните човекоядци от няколко мита и легенди, които заради това си деяние са убити от Ишоко, а в други случаи от Хайне. В някои легенди се разказва, че великаните са изчезнали сами след пристигането на белите хора.
Ишоко дал на хадзапите храната, като придружил подаръка си с няколко съвета: Който намери храна за два или повече дни, трябва да я раздели с приятелите си; Който убие животно, или събере плодове, да не ги яде сам, а да ги раздели с останалите хора; Който намери мед в саваната и той е достатъчно много, да съобщи на всички, за да вземат заедно меда. В помощ им изпратил птицата медопоказвач, която да ги насочва в търсенето на мед.
Ишоко разделил труда между мъжете и жените. За жените отредил да изкопават ядливи корени и им дал заострена пръчка, с която да го правят. Задължение на мъжете станал ловът на диви животни и Ишоко им подарил лъка и стрелите. Освен това те трябвало да търсят и събират мед от диви пчели. В старо време това бил тежък труд. Мъжете трябвало да разбиват дървото с камъни за да достигнат до меда в хралупите. По-късно изпратил един от хадзапите при съседното племе исанзу, от което той получил брадва за да добиват меда по-лесно.
Ишоко дал на хадзапите и глинено гърне, в което да приготвят храната си. Обяснил им, че когато гърнето свърши своя живот (хадзапите вярват, че всеки предмет се ражда и умира), те трябва да отидат при исанзу, които ще им дадат ново. Ишоко също научил хадзапите да ядат костенурки, да ходят на лов за щрауси, да приготвят храна от яйцата им, а от черупките им да изработват съдове за вода. Чрез своя посредник Индая научил хадзапите да стрелят с лък и стрели и да приготвят отрова за тях. Пак чрез него им предал много полезни знания и ги научил на свещените игри и танци. Научил ги на ритуалния танц епембе, който им помагал за добър лов и намиране на различни храни в саваната. За неговото изпълнение им изпратил ветрило от щраусови пера.
След успешен лов хадзапите принасят в жертва на Ишоко част от месото на убитите животни.

## Как мъжете хадзапи получили оръжие
В стари времена оръжието принадлежало на жените, а пръчките за изкопаване на корени – на мъжете. Веднъж мъжете решили да отнемат оръжието от жените, но едно момченце предупредило майка си. Жените се нахвърлили върху мъжете с лъкове и стрели. Избили много от тях, а останалите живи избягали и се заселили в планината Китиби. Жените останали сами. Две от тях били бременни и скоро родили момченца. Останалите искали да убият новородените, защото считали, че това са техни смъртни врагове. Но майките избягали с децата си и открили мъжкия лагер. Тогава там се появил Ишоко, дал на четирима мъже копия и ги изпратил да доведат всички жени. След като цялото племе се събрало, Ишоко се разпоредил от този момент всички оръжия да принадлежат на мъжете, а жетите да вземат пръчките за изкопаване на корени.

## Митът за разпределението наблагата
Когато Ишоко превърнал павианите в хадзапи, на земята вече съществували други племена, които живеели в съседство с тях. Това били исанзу (шамоо), туру (туруако), мангати (татуйпу) и ирамба (ирамбеда)*. Ишоко повикал всички племена при себе си, изплюл на земята огромно количество слюнка и ги накарал да ядат от нея. Исанзу го направили и получили от Ишоко биволи, овце, кози, просени зърна и мотика за обработка на земята. Дал им възможност да станат земеделци и скотовъдци. Племето мангати също изяло слюнката и получило от Ишоко биволи, кози, овце, магарета и много малко просо. За тях обаче нямало мотика. Ишоко определил те да бъдат скотовъдци. Племето ирамба също изпълнило задачата и получило същите домашни животни плюс мотика. Били определени да станат земеделци. Накрая се обърнал към хадзапите, които били отказали да гълтат слюнката и без да им дава нищо, определил те вечно да живеят в саваните и да се хранят единствено с онова, което могат да намерят там. Така хадзапите станали скитащи ловци.
- Имената на племената в скоби са названията им на езика на хадзапите – хадза.

## Как Ишоко спасил хадзапите от семейство великани
В страната на хадзапите живеел людоедът Ц'есенгего с жена си и децата си, също людоеди. Те преследвали, убивали и изяждали хората, като избирали най-дебелите от тях. Ишоко решил да избави племето от страданията. Хвърлил на земята стръкче билки, което се превърнало в огромна отровна змия. Тя последователно ухапала всеки един от човекоядците и те загинали. Ишоко се появил при тях, съживил ги и ги упрекнал, че ги е създал като хора, но те са загубили човешкия си облик, защото започнали да ядат себеподобните си. После ги превърнал в леопарди като им заповядал да не нападат хората. Дал им това право само ако хадзапите ги дразнят, ранят или стрелят по тях но не ги улучат. Но ако човекът стои мирно, или ходи спокойно, тогава леопардите трябва да бягат от него и да не го закачат.(2)